# Altenwohnheim Fährstraße 32
Das Altenwohnheim Fährstraße 32 neben der Schule Blexen im niedersächsischen Nordenham-Blexen im Landkreis Wesermarsch stammt als Verwaltungsgebäude von 1938.

Aktuell (2023) wird es als Seniorenzentrum der Diakonie genutzt.
Das Gebäude steht unter Denkmalschutz (siehe auch Liste der Baudenkmale in Nordenham).

## Geschichte
Die ein- und zweigeschossige traufständige verklinkerte Gebäudeanlage mit Satteldächern steht um einen rechteckigen geteilten Hof. Teile davon wurden U-förmig 1938 als Verwaltungsgebäude und Kaserne für die Luftwaffe der Wehrmacht gebaut, da in Blexen-Groden ein Militärflughafen für Land- und Seeflugzeuge entstehen sollte.
Nach dem Zweiten Weltkrieg nutzten die Besatzungsmächte die Anlage, bis sie in das Eigentum des Bundes überging. 1948 wurde hier nach einem Umbau ein Altenwohnheim eingerichtet, um eine große Zahl (bis zu 300) pflegebedürftiger Vertriebener und Bombengeschädigter unterzubringen. Die Anlage wurde 1963 das Kreisaltersheim und 1964 Eigentum des Landes Niedersachsen.
1987 übernahm das Diakonische Werk das Haus als Ev. Seniorenzentrum to huus achtern Diek und führte von 1990 bis Januar 1994 Modernisierungs- und Erweiterungsmaßnahmen durch. 108 Bewohner konnten nun in Pflegezimmern, davon 68 Einzelzimmer und 20 Doppelzimmer, wohnen. Ein Café ergänzt die Anlage. 2005 wurde daraus eine eigenständige gGmbH.
Durch die Modernisierung entstanden vor dem U-förmigen Altbau Erweiterungsbauten. Die Dreiecksflächen der Giebel des mittleren zweigeschossigen Flügels erhielten über der Arkade mit segmentbogiger Öffnung eine markante Zinkverkleidung mit einem runden Fenster.
Das Landesdenkmalamt befand zur Bedeutung: „… geschichtlich, künstlerisch, städtebaulich …“